# ميرعزيزي (مقاطعة إسلام آباد غرب)
ميرعزيزي (بالفارسية: میرعزیزی) هي قرية تقع في قسم شيان الريفي (مقاطعة إسلام آباد غرب) في إيران. يقدر عدد سكانها بـ 846 نسمة .